# Eva Fabian
Pour les articles homonymes, voir Fabian.
Eva Fabian, née le 3 août 1993 à Frederick est une nageuse américaine, pratiquant la nage en eau libre.

## Carrière
En 2010, elle devient championne du monde du 5 kilomètres à Roberval après avoir été disqualifiée sur le 10 km. Cette même année, elle est aussi médaillée d'argent lors du 10 km aux Championnats pan-pacifiques. Trois ans plus tard, elle complète son palmarès par une médaille  de bronze sur le 25 km aux Championnats du monde de Barcelone.